# The Lady in Question
Pour plus de détails, voir Fiche technique et Distribution.
The Lady in Question est un film américain réalisé par Charles Vidor, sorti en 1940.

## Fiche technique
- Titre original : The Lady in Question
- Réalisation : Charles Vidor
- Scénario : Lewis Meltzer d'après le scénario de Marcel Achard et Jan Lustig du film Gribouille
- Production : B.B. Kahane
- Studio de production : Columbia Pictures
- Photographie : Lucien N. Andriot
- Direction musicale : Morris Stoloff
- Musique : Lucien Moraweck
- Direction artistique : Lionel Banks
- Costumes : Ray Howell et Robert Kalloch
- Montage : Al Clark
- Pays de production : États-Unis
- Format : Noir et blanc - Son : Mono (Western Electric Mirrophonic Recording)
- Genre : Comédie dramatique
- Durée : 80 minutes
- Dates de sortie :
  - États-Unis : 31 juillet 1940 (première)
  - États-Unis : 7 août 1940 (sortie nationale)

## Distribution
- Brian Aherne : Andre Morestan
- Rita Hayworth : Natalie Roguin
- Glenn Ford : Pierre Morestan
- Irene Rich : Michele Morestan
- George Coulouris : L'avocat de la défense
- Lloyd Corrigan : L'avocat général
- Evelyn Keyes : Francois Morestan
- Edward Norris : Robert LaCoste
- Curt Bois : Henri Lurette
- Frank Reicher : Le président de la cour
- Sumner Getchell : L'homme à bicyclette
- Nicholas Bela : Nicholas Farkas

Acteurs non crédités :
- Leon Belasco : Le barbier
- Philip Van Zandt : Le deuxième greffier du tribunal

## Autour du film
- Remake américain d'un film français de Marc Allégret en 1937 : Gribouille avec Raimu et Michèle Morgan dans les principaux rôles.